# ذن پایتون

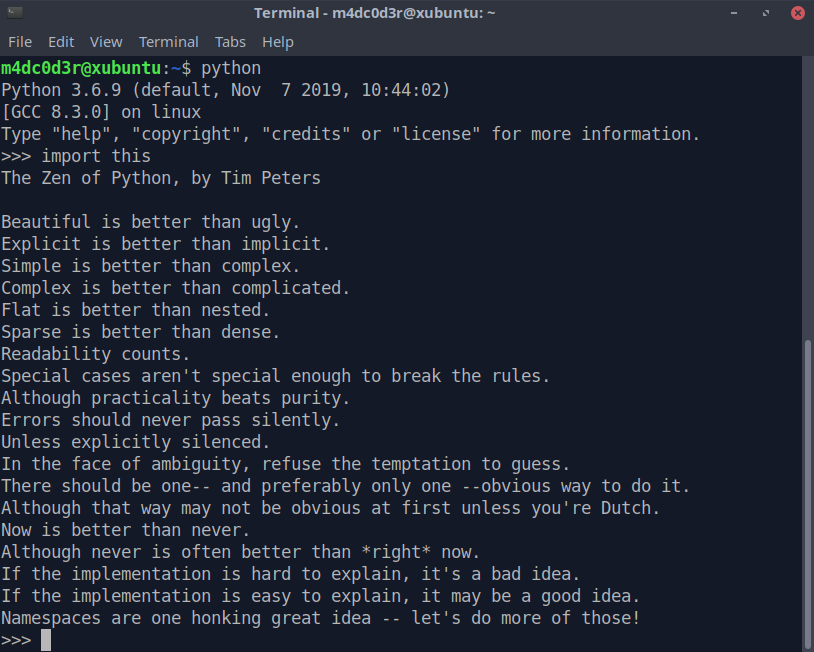
ذن پایتون

ذن پایتون (انگلیسی: Zen of Python) مجموعه ای از ۲۰ اصل نرم‌افزاری تأثیرگذار بر طراحی زبان برنامه‌نویسی پایتون است، تنها ۱۹ مورد از آن‌ها در ژوئن ۱۹۹۹ توسط تیم پیترز نوشته شده بود. متن این اصول تحت مالکیت عمومی منتشر شده‌است.
برای مشاهده این اصول در مفسر پایتون کد import this را وارد کنید.

## اصول
این اصول به شرح زیر است:
  

1. زیبا بهتر از زشت است.

2. بیان صریح بهتر از ضمنی است.

3. ساده بهتر از پیچیده است.

4. پیچیده بهتر از بغرنج است.

5. مستقیم و صاف بهتر از تو در تو است.

6. پراکنده بهتر از متراکم است.

7. خوانایی مهم است.

8. موارد ویژه به اندازه‌ای ویژه نیستند که به خاطر آن‌ها بتوان قوانین را شکست.

9. گرچه عملی بودن خلوص را مغلوب می‌کند.

10. خطاها هرگز نباید با سکوت رد شوند.

11. مگر اینکه صریحاً مسکوت شده باشند.

12. در رو به رو شدن با ابهام، از وسوسه حدس زدن دوری کن.

13. برای انجام این کار باید یک (ترجیحا یک) روش آشکار وجود داشته باشد.

14. اگر چه ممکن است این روش در ابتدا واضح و آشکار نباشد مگر اینکه شما هلندی باشید.

15. حالا بهتر از هرگز است.

16. اگر چه «هرگز» اغلب بهتر از «همین حالا» است.

17. اگر تشریح پیاده‌سازی آن سخت باشد، ایدهٔ بدی است.

18. اگر تشریح پیاده‌سازی آن آسان باشد، ممکن است ایدهٔ خوبی باشد.

19. فضای نام‌ها ایدهٔ بی‌نظیری هستند، بیایید بیشتر از آن‌ها استفاده کنیم!

## پیوندهای بیرونی
- متن اصلی در وبسایت python.org